# Enhydrosomella franklini
Enhydrosomella franklini är en kräftdjursart som först beskrevs av David Everett Thistle 1980.  Enhydrosomella franklini ingår i släktet Enhydrosomella och familjen Cletodidae. Inga underarter finns listade i Catalogue of Life.